# 小花斑籽
小花斑籽（学名：Baliospermum micranthum）为大戟科斑籽属下的一个种。

## 扩展阅读
- 維基物種上的相關：小花斑籽